# Alluroides pordagei
Alluroides pordagei är en ringmaskart som beskrevs av Frank Evers Beddard 1894. Alluroides pordagei ingår i släktet Alluroides och familjen Alluroididae. Inga underarter finns listade i Catalogue of Life.